# Supercoppa brasiliana 2019 (pallavolo maschile)
La Supercoppa brasiliana 2019 si è svolta il 7 novembre 2019: al torneo hanno partecipato due squadre di club brasiliane e la vittoria finale è andata per la prima volta alla Funvic.

## Regolamento
Le squadre hanno disputato una gara unica.

## Squadre partecipanti
| Squadra | Qualificazione                       | Ultima partecipazione      |
| ------- | ------------------------------------ | -------------------------- |
| Funvic  | Vincitrice Superliga Série A 2018-19 | Supercoppa brasiliana 2017 |
| Sada    | Vincitrice Coppa del Brasile 2019    | Supercoppa brasiliana 2018 |

## Torneo
| 7 novembre 2019 Arena Sabiazinho, Uberlândia Durata: ? - Spettatori: ? | Funvic | 3 - 1 | Sada | 21-25, 25-21, 25-16, 25-18 |